# Dunky Fivérek Fényképészete
A Dunky Fivérek Fényképészete Kolozsváron 1886-tól mintegy három évtizeden át működő fényképészeti műhely.

## A Dunky testvérek
Idős Dunky Ferenc asztalosmester volt. Első házasságából három fiúgyermeke született: Kálmán (1858–1935. február 5.), Ferenc (1860–1944. április 3.) és Béla. Második házasságából szintén három fia volt: Károly, Elek és Sándor. Dunky Kálmán és Ferenc közös fényképészeti műhelyt hoztak létre, míg Elek később kezdett el fényképészettel foglalkozni. Ő kerékpárversenyek ismert résztvevője is. Dunky Béla órás volt, 1922-ben részt vett a Magyar Nemzeti Párt megalakításában. Dunky Sándor bankigazgató volt.

## Tulajdonosok és tevékenységek
Dunky Ferenc és Kálmán 1886 júniusában nyitotta meg műtermét a Főtér 10. (ma 11.) szám alatti Wass-ház udvarában Dunky Fivérek Fényképészete néven. Portrékat, tájképeket, épület- és riportfotókat készítettek. Rendszeresen készítettek portrékat kolozsvári arisztokrata családok tagjairól. Fényképezték Munkácsy Mihályt is, aki 1891-ben meglátogatta műhelyüket. Ők fényképezték az erdélyi hivatásos színészet centenáriumán tartott ünnepségek élőképeit 1892-ben, illetve Ferenc József király kolozsvári látogatásának főbb mozzanatait 1895-ben. Az 1896-os milleniumi kiállításon elismerő oklevélben részesültek. 1898-ben megkapták az udvari fényképész címet.1900-ban részt vettek a Párizsban megrendezett világkiállításon, 1901-ben a londoni iparkiállításon elnyerték annak nagydíját. 1902-ben ők voltak a Mátyás király szobra leleplezésének hivatalos fényképezői. Nemcsak Kolozsváron, hanem Erdély minden nagyobb városában készítettek képeket. A miskolci Városház téren, Sátoraljaújhelyen és Désen is voltak műhelyeik. 
Alkalmuk volt Janovics Jenő színházigazgató, rendező 1913-ban alapított kolozsvári filmstúdiójában is dolgozni. Egyes vélemények szerint a forgatásokon készült fényképeikkel ők tekinthetők a magyar werkfotózás megteremtőinek. Ezirányú munkásságukat az Óbudai Múzeum 2012-es, „A Dunky Fivérek és a film, avagy a kolozsvári némafilm aranykora” című kiállítása mutatta be.
Erdélyi Kárpát-egyesületi fényképészként a Kolozsvár környéki kirándulóhelyekről készített fényképeket is árusítottak.
Műhelyük az 1910-es évek közepéig működött, de később is készítettek képeket.
1917-ben a cég mintegy 50 000 üvegnegatívját az Erdélyi Nemzeti Múzeum könyvtárába helyezték letétbe.
Dunky Elek szintén foglalkozott fényképészettel, az ő műterme a Wesselényi Miklós u. 15. szám alatt, a postapalota közelében volt.

## Reklámok
A sajtóban folyamatosan reklámozták magukat és a kor szokása szerint a portréfelvételek hátlapján (verzóján) fő- és fiókműtermeik adatait, valamint elnyert kitüntető címeiket, kiállítási érmeiket igényes grafikai tervezéssel megadták.

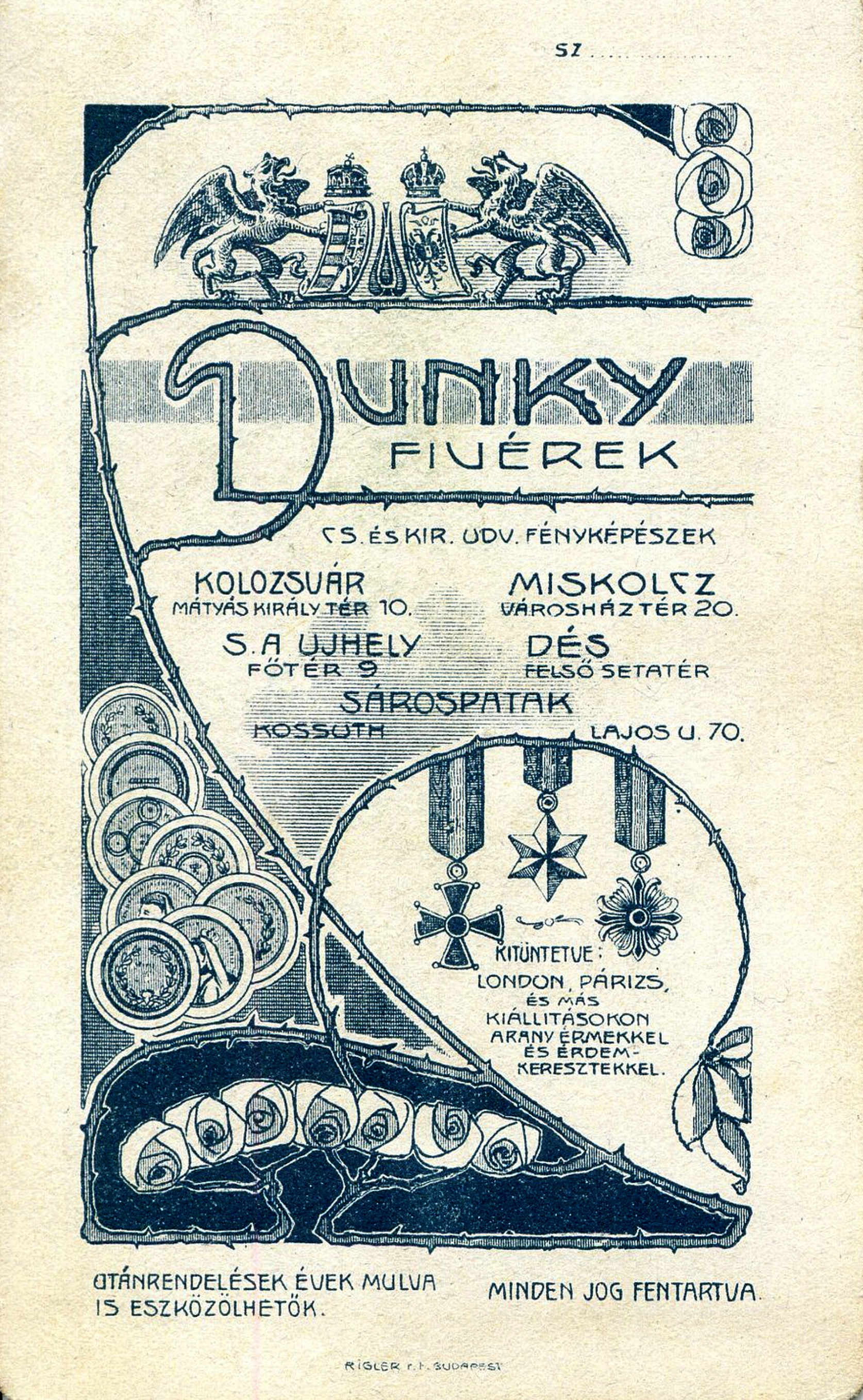
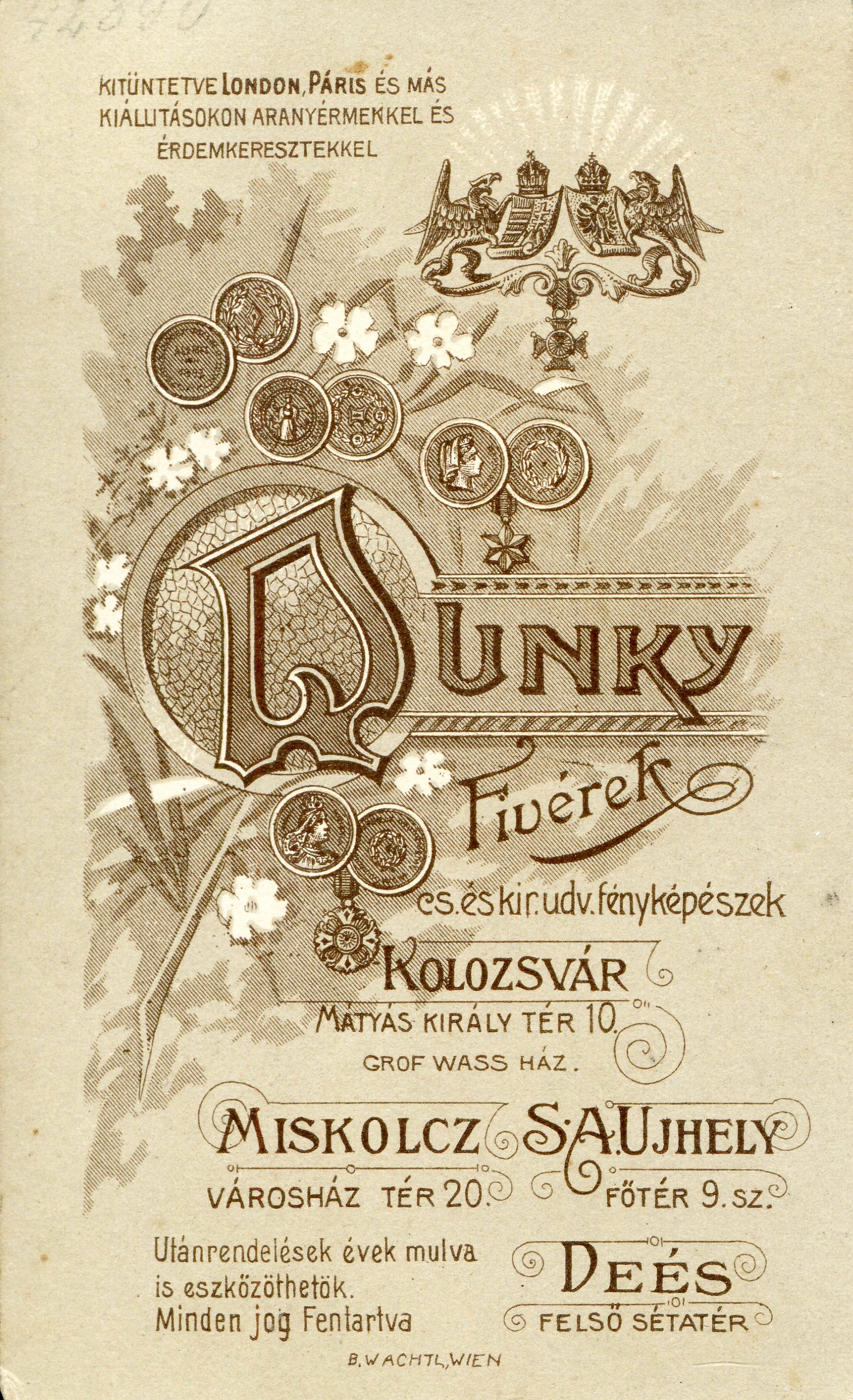

A huszadik század második évtizedében Dunky Kálmán a Nagyszebeni Földhitelintézet rövidebb lejáratú kölcsöneit népszerűsítette, címként a fényképészeti műhely címét adva meg. Később ingatlanügyekkel is foglalkozott (adás-vétel, bérbeadás) ugyanezen a címen. Még az 1920-as évek közepén is jelentetett meg reklámokat.

## A Dunky fivérek fényképeiből

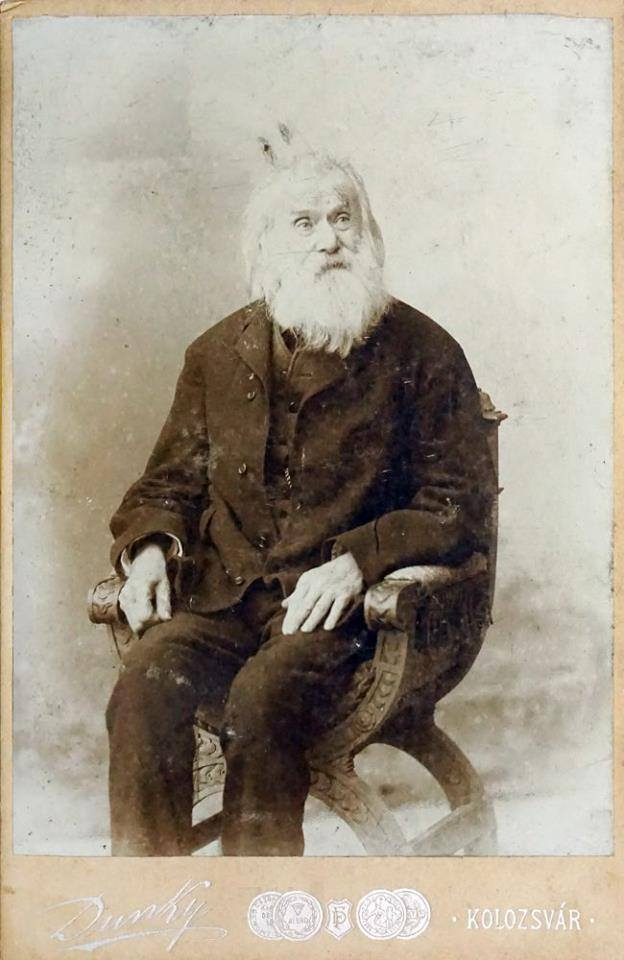
Brassai Sámuel, 1890 körül
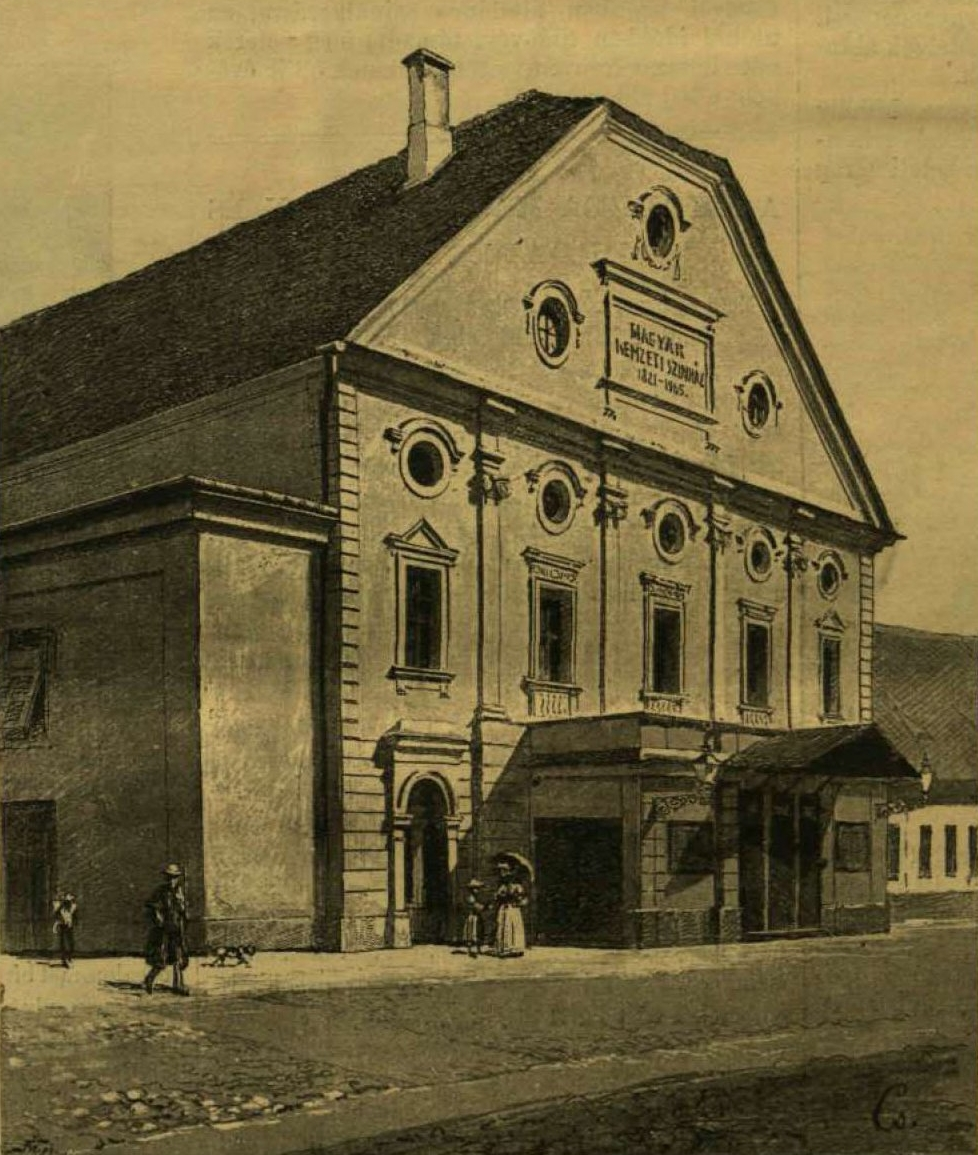
Az első magyar színház, 1896
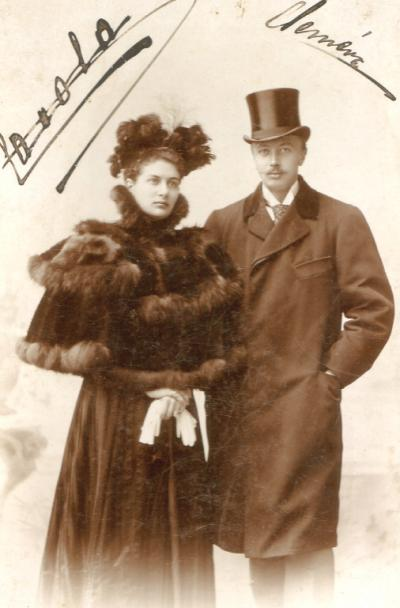
Szilvássy Karola és a férje, 1896
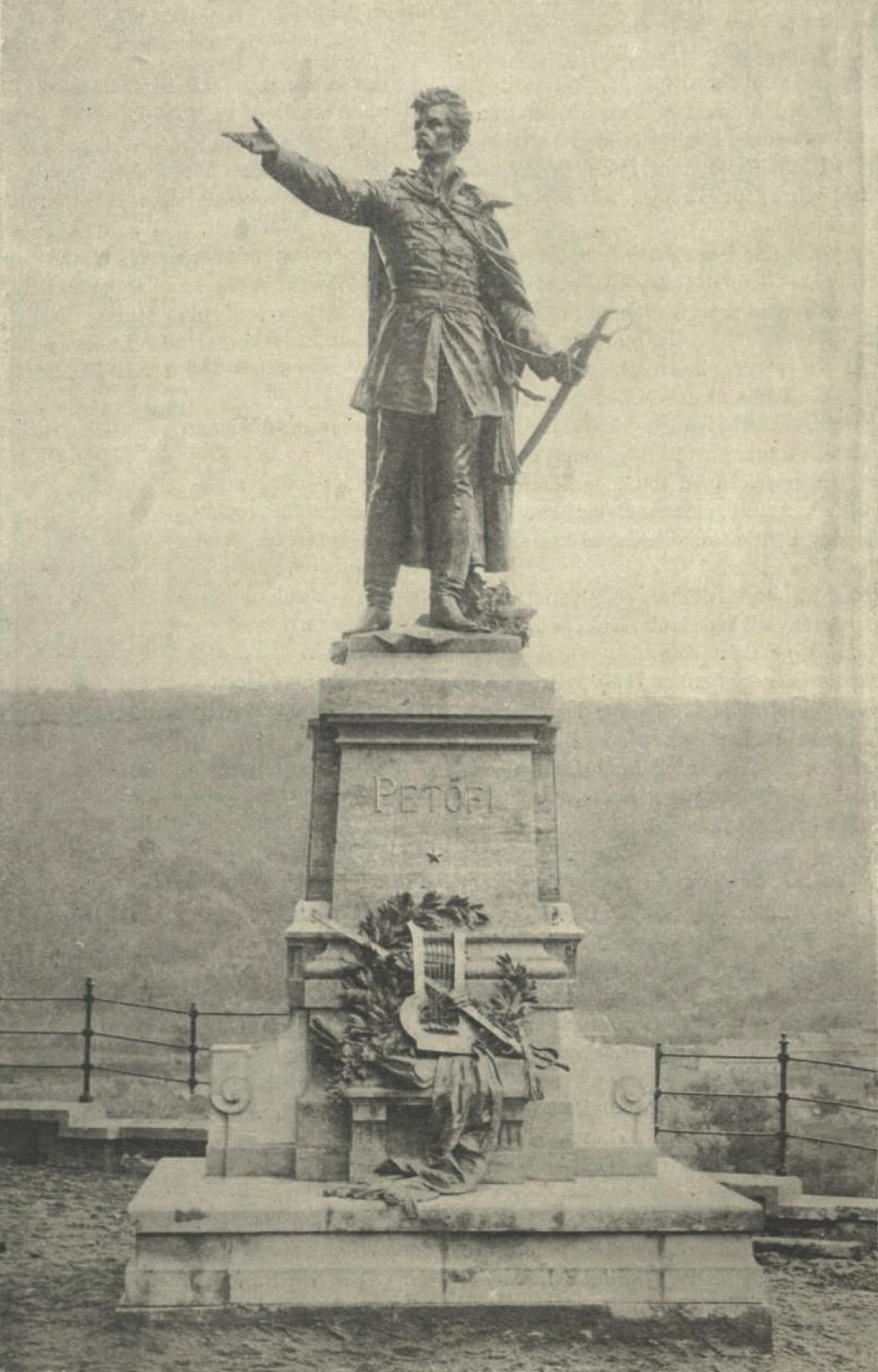
Petőfi-szobor Segesváron, 1897
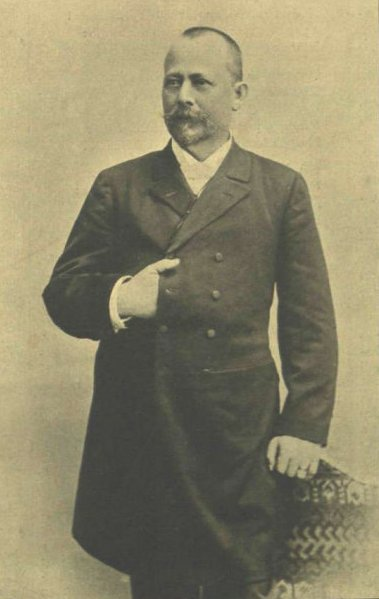
Bartók György püspök, 1899
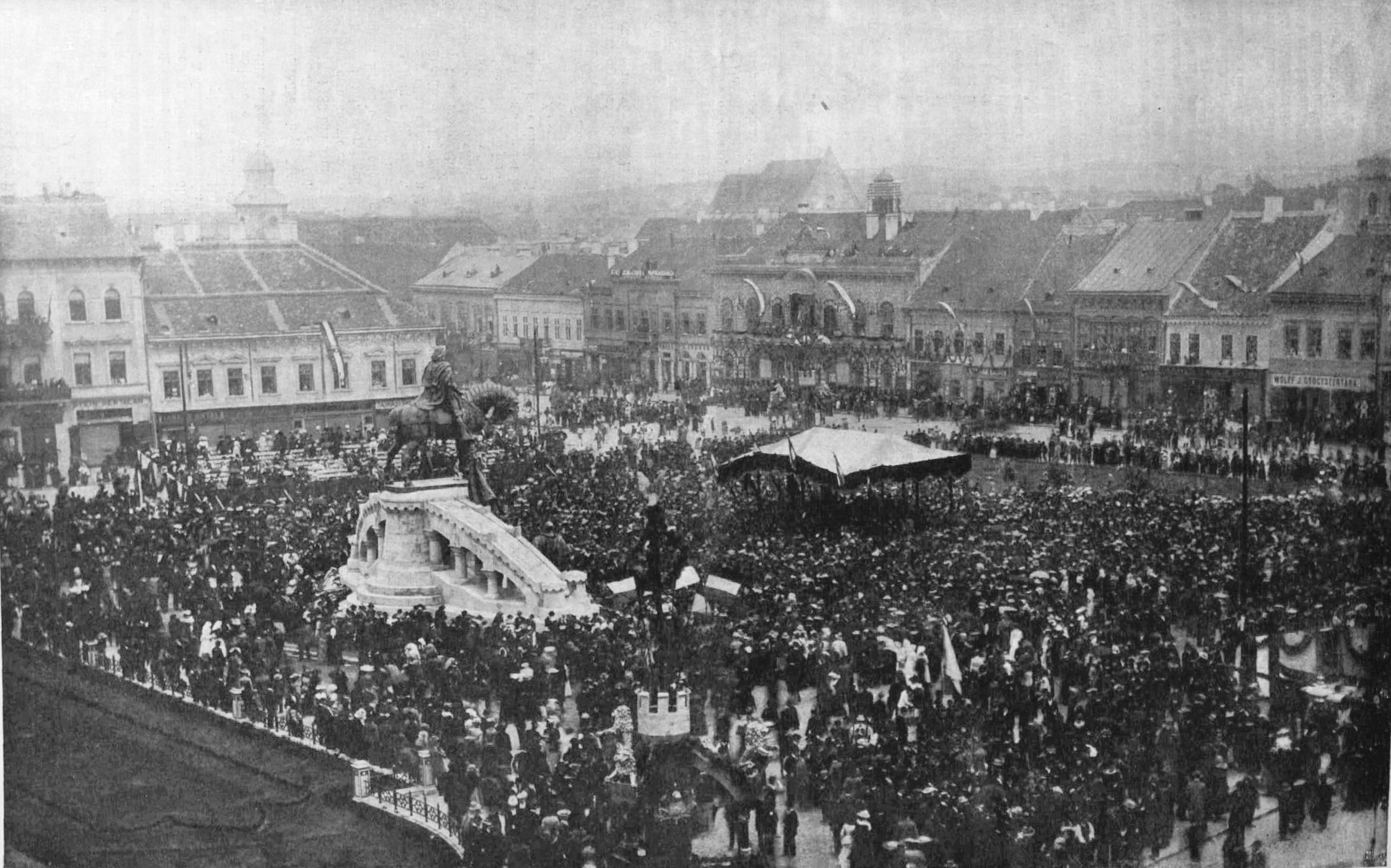
A kolozsvári Mátyás-szobor avatása 1902-ben
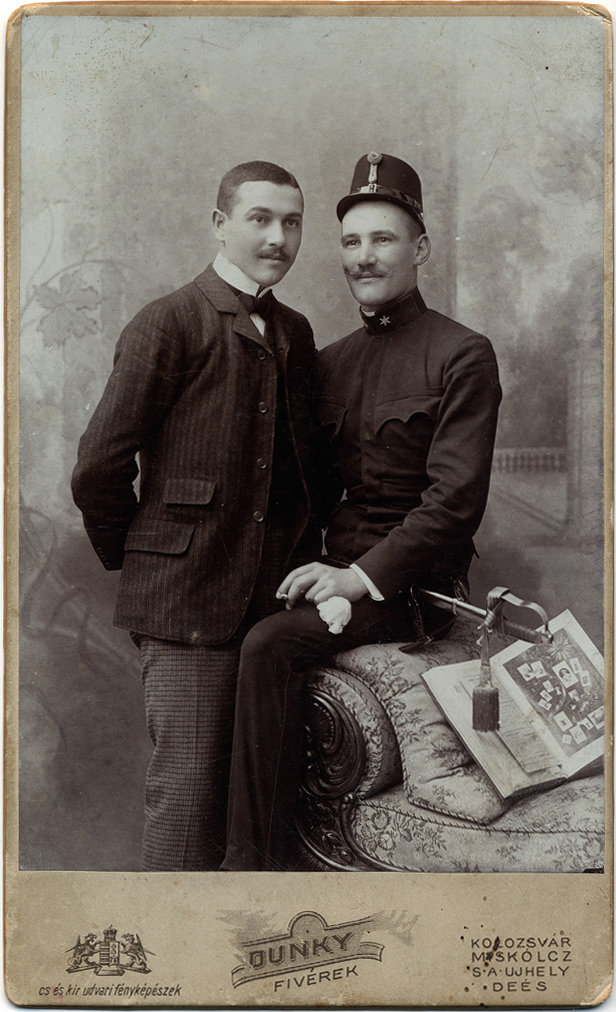
Ismeretlenek, Sátoraljaújhely, 1903
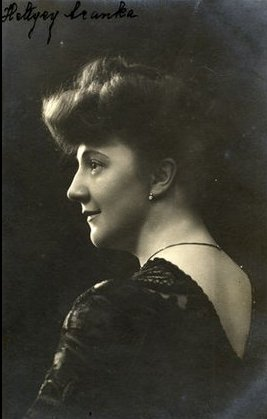
Hettyey Aranka színművésznő. 1909
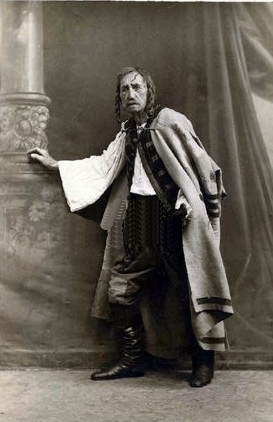
Szentgyörgyi István Tiborc szerepében, 1910 körül
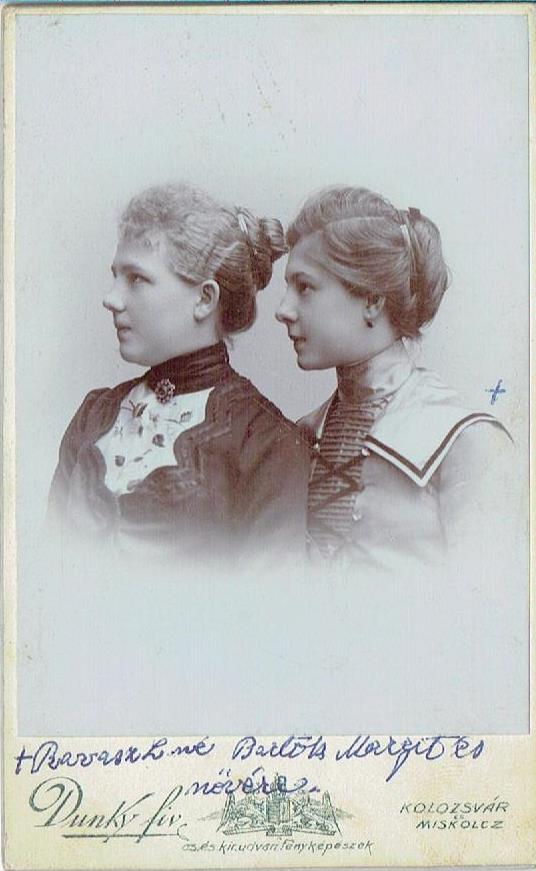
Ravasz László püspök felesége (Bartók Margit) és nővére, 1910-es évek
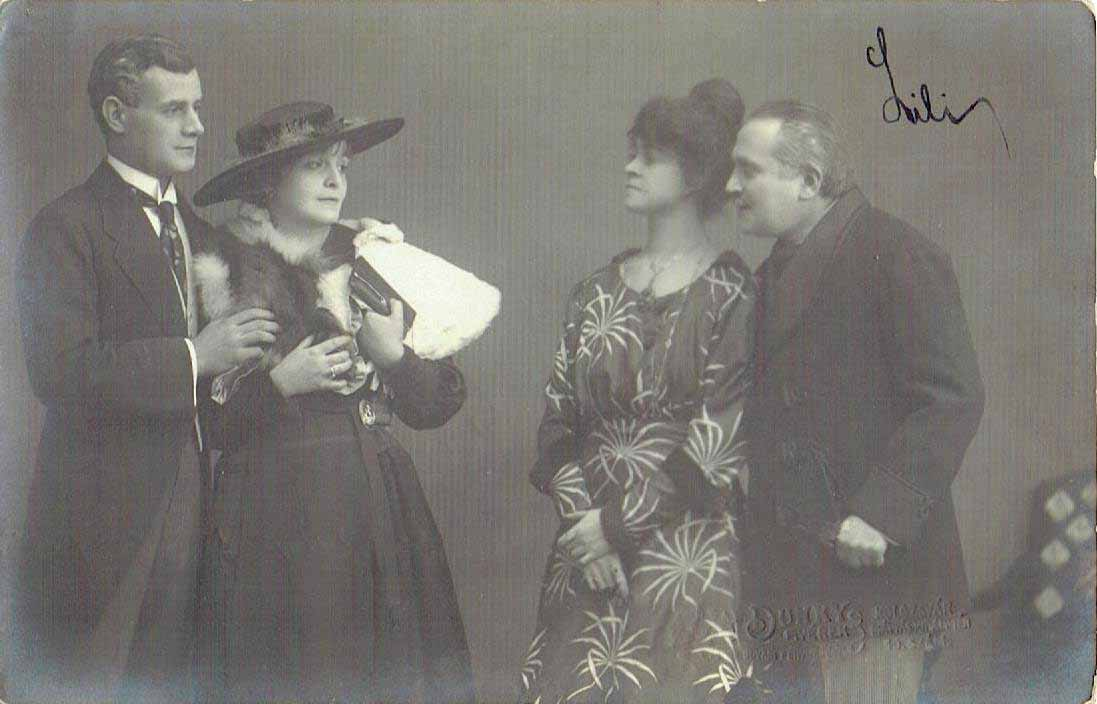
(balról) Várkonyi Mihály, Berky Lili, Szabados Piroska, Janovics Jenő (Herczeg: Kék róka, 1917)
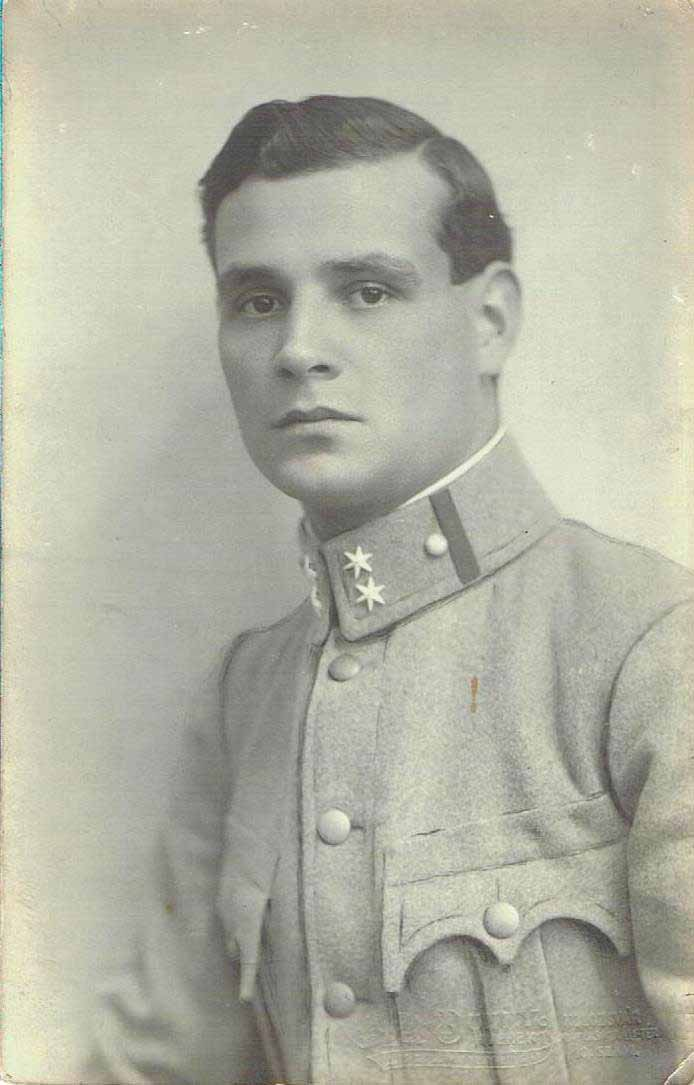
Várkonyi Mihály katonaruhában, 1917